# 小林完吾
小林完吾（1932年3月27日—），前日本電視台電視節目主持人，出生於神奈川縣鎌倉市；國學院大學文學院畢業。於1955年進入南日本放送服務，後1963年轉任日本電視台，1992年退休，曾與政治評論家櫻井良子共同擔任NNN今日事件主播。其嚴肅播報態度為其特色。

## 人物
- 小學時代曾因受欺侮而拒絕上學。
- 高中就讀湘南高等學校，但由於是被逼迫學習，因而對念書毫無興趣，之後就經常無故不到校，並遊蕩於小酒館（飲み屋）。而後自學校畢業，於美軍營隊打工時，因被上司訓斥而再次進入湘南高等學校念書升學，並畢業於國學院大學文學院日本文學系（國學院大學文学部日本文学科）。
- 1955年到任南日本廣播電台（南日本放送前身），1963年轉任日本電視台，並於1974年擔任NNN今日事件主播。
- 1992年自日本電視台退休，後巡迴各地演講，講述自己家族病痛經歷。
- 1996年和2001年先後因腦梗塞住院，經治療後出院，之後於演講中談論自己的經歷。

## 關聯條目
- 日本電視台
- 小林萬吾：小林完吾祖父，日本畫家。